# Donald Allister

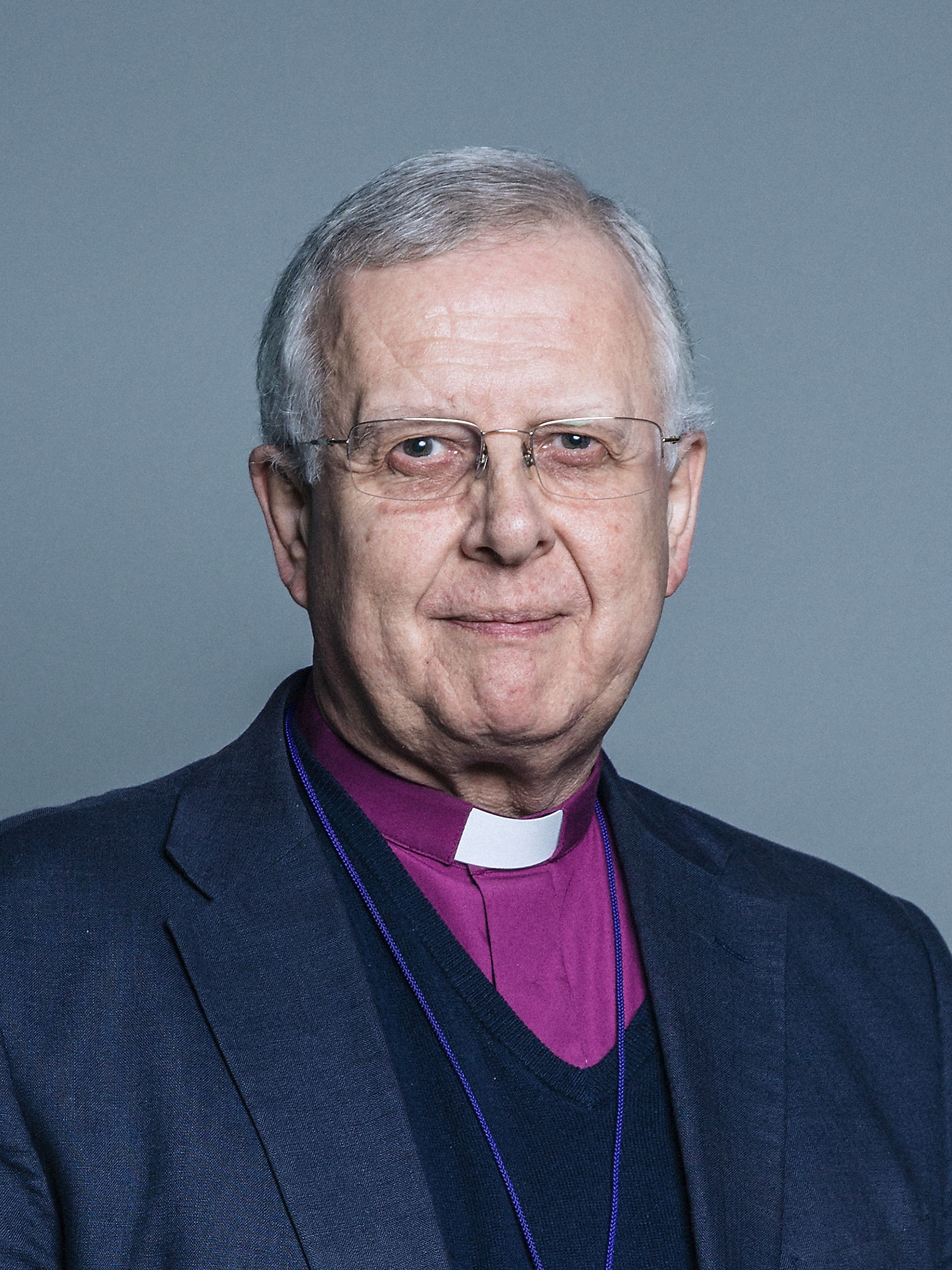
Donald Allister

Donald Spargo Allister (* 27. August 1952 in Liverpool, England) ist ein ehemaliger Diözesanbischof der Church of England. Er war von 2010 bis 2023  Bischof von Peterborough.

## Leben
Allister wurde in Liverpool als Sohn eines Managers der Liverpooler Hafenverwaltung und einer Krankenschwester geboren. Er besuchte die Privatschule Birkenhead School und studierte an der Universität Cambridge in Peterhouse zunächst Medizin, anschließend Theologie.
Nach seiner Ordination war Allister von 1976 bis 1979 Kurat an einer Kirche in Hyde, einer Vorstadt von Manchester, anschließend bis 1983 an einer Kirche in Sevenoaks, und dann in Cheadle bei Manchester. Im Jahre 2001 wurde er in den Medien erwähnt, als er sich gegen vorehelichen Geschlechtsverkehr aussprach. Von 2002 bis 2010 war er Archidiakon der Diözese Chester.
Nach dem Tod von Bischof Ian Cundy im Mai 2009 wurde die Ernennung Allisters als dessen Nachfolger am 5. November 2009 angekündigt. Am 25. März 2010 empfing Allister die Bischofsweihe in St Paul’s Cathedral und wurde am 17. April 2010 in der Kathedrale von Peterborough in sein Amt eingesetzt. 2014 wurde er als Lord Spiritual ins House of Lords aufgenommen.
Am 9. Januar 2023 endete sein Amt mit seinem Eintritt in den Ruhestand.
Allister ist verheiratet, seine Frau Janice ist Hausärztin. Das Paar hat einen Sohn und zwei Töchter.

## Mitgliedschaft im House of Lords
Am 7. Januar 2014 wurde Allister in seiner Funktion als Bischof von Peterborough nach dem Grundsatz der Anciennität als nächst dienstältester Bischof der Church of England als Geistlicher Lord Mitglied des House of Lords. Am 4. Februar 2014 wurde er, mit Unterstützung von David Urquhart, dem Bischof von Birmingham, und Stephen Platten, dem Bischof von Wakefield, offiziell ins House of Lords eingeführt. Mit seinem Ruhestand endete auch seine Mitgliedschaft im House of Lords.